# Стратбоги, Джон де, 9-й граф Атолл
Джон де Стратбоги (англ. John of Strathbogie, 9th Earl of Atholl; ок. 1266 — 7 ноября 1306) — шотландский дворянин, хранитель и юстициарий Королевства Шотландия (с 1304).

## Ранние годы и семья
Джон Стратбоги принадлежал к одной из самых влиятельных семей Шотландии. Джон родился в графстве Атолл, Пертшир, Шотландия, около 1266 года. Единственный сын сыном Дэвида I Стратбоги, графа Атолла (ум. 1270), от его супруги Изабель, дочери Ричарда де Довера, английского барона Чилхэма (графство Кент). Джон де Стратбоги впервые появляется в источниках как сын и наследник своего отца в 1282 году. Он был праправнуком английского короля Иоанна Безземельного по незаконнорожденной линии. Потомки короля Иоанна показаны ниже:
- Король Англии Иоанн Безземельный + Адела де Варенн (наложница)
  - Ричард Фицрой
    - Ричард де Довер, лорд Чилхэма
      - Изабель де Довер
        - Джон Стратбоги, 9-й граф Атолл

## Гражданская и военная служба
В 1270 году после гибели своего отца в крестовом походе в Тунисе Джон де Стратбоги унаследовал его владения в Шотландии, графство Атолл и поместье Стратбоги в Абердиншире. После смерти отца Джона его мать Изабель вышла замуж вторым браком за Александра де Баллиола из Каверса, который также взял на себя опеку над несовершеннолетним Джоном.
В 1284 году Джон де Стратбоги присоединился к другим шотландским дворянам, которые признали Маргарет, деву Норвегии, предполагаемой наследницей короля Шотландии Александра III. Граф Атолл присутствовал, когда король Шотландии Джон Баллиол в 1292 году принес оммаж королю Англии Эдуарду I Плантагенету, а в феврале 1296 года ратифицировал союзный договор с Францией.
В 1296 году он сражался на стороне шотландцев в битве при Данбаре, где был схвачен и отправлен в Лондонский Тауэр. После годичного заключения там в 1297 году он был освобожден при условии, что будут служить королю Англии Эдуарду I во Фландрии. После возвращения в Шотландию он сражался на стороне восставших шотландцев в битве при Фолкирке. В 1299 году он участвовал в военном походе на оккупированную англичанами Юго-Восточную Шотландию. Чуть позже он присутствовал на встрече шотландских магнатов в Пиблсе. Через свои владения Стратан и Стратбоги граф Атолл имел интересы в северо-восточной Шотландии, поэтому он служил шотландским шерифом Абердина, в то время как сэр Александр Комин, младший брат графа Бьюкена, претендовавший на эту должность шерифа английского короля. В качестве шерифа Атолла он участвовал в суде над графом Бьюкеном. Спустя несколько месяцев спустя он участвовал в шотландском парламенте в Рутерглене, во время которого он поддержал епископа в споре между епископом Сент-Эндрюса с Джоном Комином Младшим из Баденоха.
Ему принадлежало поместье Леснес в графстве Кент в 1305 году, но он впоследствии вернулся в Шотландию, а в 1306 году присоединился к Роберту Брюсу в его восстании против английского владычества, и его английские владения были конфискованы. В том же году он принял участие в коронации Роберта Брюса.

## Подчинение английскому верховенству
Предположительно, граф Атолл подчинился английскому королю Эдуарду I в 1303 году, когда тот двинулся в северо-восточную Шотландию. В свою очередь, 29 марта 1304 года тот назначил его защитником и судьей Шотландии к северу от Форта. Его заместителем стал граф Стратерн. Атолл теперь жаловался королю на своего старого противника сэра Александра Комина, владевшего четырьмя замками к северу от Форта, после чего английский король лишил его двух замков. В качестве судьи Атолл участвовал в судебном разбирательстве против своего заместителя Стратерна, в ходе которого было проведено расследование действий шотландского правительства, которое сам Атолл ранее поддерживал. В 1305 году английский король Эдуард I поручил ему выбрать место для строительства нового замка к северу от Форта. В июле 1305 года граф Атолл пожаловался, что его жалованья будет недостаточно для выполнения его обязанностей. Хотя английский король принял его жалобу, граф Атолл сомневался, справедливо ли была вознаграждена его служба.
Во время последующего английского вторжения в Шотландию в 1306 году Джон де Стратбоги был взят в плен в битве при Метвене. Джон, граф Атолл, был повешен в Лондоне 7 ноября 1306 года на виселице на 30 футов выше, чем обычно. Это должно было означать его более высокий статус, чем у его товарищей по заключению: ни один граф не был казнен в Англии в течение 230 лет. Его тело было сожжено, а голова закреплена на Лондонском мосту.

## Брак и дети
Джон женился на Марджори (также известной как Маргарет), дочери Дональда (Домналла), 6-го графа Мара. У них было двое сыновей и дочь:
- Дэвид II Стратбоги, граф Атолл (умер 28 декабря 1326)[3]
- Сэр Джон де Стратбоги, рыцарь.
- Изабель, жена или любовница Эдварда де Брюса, графа Каррика.